# Karl Kollmann (Politiker)
Karl Kollmann (* 4. Oktober 1898 in Marchtrenk; † 10. September 1989 ebenda) war ein österreichischer Landwirt und Politiker (ÖVP). Von 1955 bis 1961 war er Abgeordneter zum Oberösterreichischen Landtag.

## Leben und politisches Wirken
Karl Kollmann wurde als siebtes von zehn Kindern eines Landwirtsehepaares in Marchtrenk geboren. Er besuchte die Pflichtschule und arbeitete anschließend am elterlichen Hof. Im Ersten Weltkrieg diente Kollmann 1916 bis 1918 an der italienischen Front. Von 1929 bis 1934 war er Mitglied im Kleinhäusler-Ausschuss der Gemeinde, anschließend bis 1938 Bauernbundobmann-Stellvertreter. Im Zweiten Weltkrieg wurde Kollmann zum Kriegsdienst im Überfall auf Polen eingezogen. Nach Kriegsende wurde er zum politischen Beirat der Bezirkshauptmannschaft Wels bestellt und zum Vizebürgermeister der Gemeinde Marchtrenk gewählt; im Jahr darauf wurde er Ortsbauernobmann. Daneben war Kollmann von 1946 bis 1955 Bauernbundobmann von Marchtrenk und von 1955 bis 1961 Mitglied der Bauernbund-Landesleitung sowie des Landesbauernrates. 1955 wurde er in den Oberösterreichischen Landtag gewählt, aus dem er 1961 ausschied. Weiters war Kollmann als Mitglied der Bezirksbauernkammer von Wels, als Vorstandsmitglied der Molkerei Wels sowie der Raiffeisenkasse Marchtrenk tätig. 1967 beendete er seine Tätigkeit als Vizebürgermeister und Ortsbauernobmann.
Kollmann war seit 1928 verheiratet.

## Auszeichnungen
- 1964: Goldenes Ehrenzeichen für Verdienste um die Republik Österreich